# Tudorkovîci, Sokal
Tudorkovîci (în ucraineană Тудорковичі) este localitatea de reședință a comunei Tudorkovîci din raionul Sokal, regiunea Liov, Ucraina.

## Demografie
Componența lingvistică a localității Tudorkovîci
     Ucraineană (100%)
Conform recensământului din 2001, toată populația localității Tudorkovîci era vorbitoare de ucraineană (100%).